# Richard Leech
Richard Leech fue un marino que combatió en la escuadra de las Provincias Unidas del Río de la Plata en la Campaña Naval de 1814 contra los realistas de la ciudad de Montevideo.

## Biografía
Posiblemente nació en 1780 en Aldsworth, Gloucestershire, Inglaterra, hijo de Richard Leech y Ann Dean.
Con el grado de sargento mayor comandó al bergantín Nancy, lento buque de origen norteamericano que desplazaba 120 toneladas. De 29 m de eslora, 4 de manga, 4,2 de puntal y 2 m de calado medio, montaba seis cañones de 10 libras, siete de a 4 y dos largos de a 6, y era tripulado con sesenta y tres marineros y reclutas y treinta y dos soldados.
Mientras se formaba la escuadra tuvo inconvenientes con el capitán Oliver Russell en abril de 1814 por considerar este que Leech debía comunicarle todas sus órdenes, incluso la que sirvió de disparador, el envío de un bote a tierra. Poco después, en nota a Guillermo Pío White le comunicaba que «no considerándome ya el capitán Russell bajo sus órdenes ni obligado a responder a sus señales, tengo necesidad de informar sobre ello al comandante Brown para que nombre otro capitán. Russell no me considera hoy como capitán bajo su mando pues manifestó que o estaba a bordo del bergantín como segundo y nada más». La renuncia no se hizo efectiva y Leech fue confirmado como capitán del Nancy.
El día 9 de marzo a las 14.00 se sumó a la escuadra de Guillermo Brown y se dirigió hacia la isla Martín García al encuentro del enemigo al mando del capitán Jacinto de Romarate.
Su segundo al mando era el capitán Tomás Santiago Harding y completaban su oficialidad el teniente 1.° Enrique James, los tenientes 2.° Carlos Mac Kay, Timoteo Hilliard y Josías Payne y como oficiales de tropa los tenientes Francisco Lynch y Pastor Albarracín.
El día siguiente, 10 de marzo, en la jornada del combate naval de Martín García, formó en el ala derecha de la división principal revolucionaria.

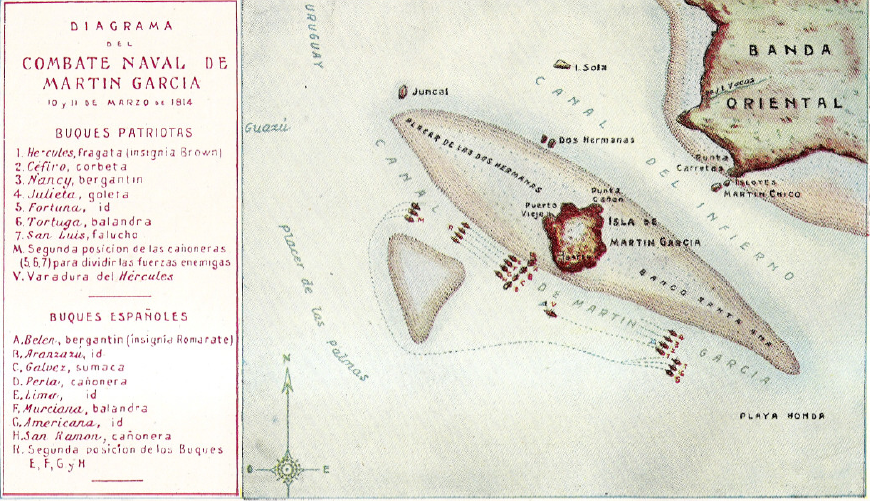
Croquis del Combate de Martín García (donde se refiere a Tortuga debe leerse Carmen).

El comportamiento del Nancy no fue de destacar en la jornada.
La Hércules, capitana argentina, intentó avanzar bajo fuego sobre la enemiga pero habiendo perdido a su piloto varó en el banco del oeste de la isla bajo tiro de cañón y de proa al enemigo, con lo que sufrió el fuego sostenido enemigo con fuertes pérdidas y sin poder responder más que con tres cañones, dedicando sus cañones de banda a las baterías en tierra. Brown cuestionó en su parte la manera en que el resto de la escuadra «se condujo durante la acción, a pesar de haberse hecho todas las señales y haber ido personalmente en mi bote antes de las 12 de la noche a instar y suplicar su apoyo, todo lo cual resultó inútil».
Participó del consiguiente bloqueo de Montevideo. Producida la rendición de la ciudad, el Nancy fue elegido a fines de junio para trasladar a Europa al vencido gobernador de Montevideo Gaspar de Vigodet. Leech y su tripulación fueron trasladados a la corbeta Mercurio, capturada en la campaña, donde continuaron su servicio, siendo ajustados por el 15 de noviembre de 1814, pero siguieron revistando en la lista del Nancy.
Posiblemente volvió a Gran Bretaña, casó con Lydia Peacey en diciembre de 1815 y murió entre 1841 y 1851.